# Plan Estatal 14.25

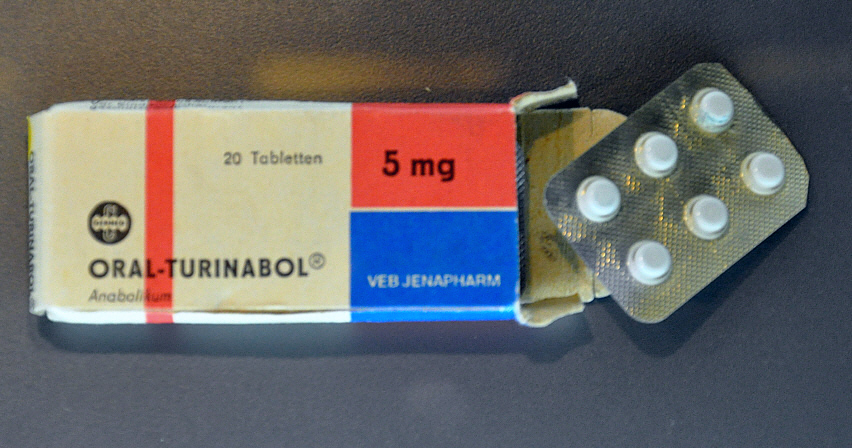
Caja de Oral-Turinabol en el Museo de la RDA (Berlín).

Plan Estatal 14.25 fue la denominación de las directrices estatales que llevaron al desarrollo de un sistema completo y organizado de dopaje en la República Democrática Alemana (RDA), con el uso sistemático de métodos y medicamentos para aumentar el rendimiento físico y el desarrollo de sustancias acordes a ese fin. Pertenecía, dentro del ámbito del Plan Económico Nacional, al Complejo 08 (también conocido como complejo del deporte), junto con los sistemas de movimiento y apoyo (14.26), o fricción de patines de deportes de invierno y métodos de medida de imágenes (14.28).

## Dopaje antes de 1974
El dopaje era una práctica extendida antes del plan estatal [cita requerida], y se llevó a cabo en varias fases: en la primera, llamada fase preanabol, se consumía mayoritariamente estimulantes como la anfetamina, que eran fáciles de conseguir y sus efectos rápidos, aunque su capacidad para generar adicción era alta. A partir de 1964 se empezaron a utilizar hormonas, y poco a poco comenzó a emplearse testosterona pura y derivados de ella, hasta convertirse en una práctica cotidiana.[cita requerida] A partir de 1968 se introdujo el uso de anabolizantes y andrógenos en todos los ámbitos de alto rendimiento de la Deutscher Turn- und Sportbund.

## Plan estatal

### Motivos

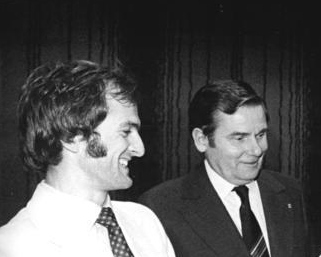
Manfred Ewald (derecha), presidente de la Deutscher Turn- und Sportbund, y Waldemar Cierpinski en el año 1980. Ewald era el máximo responsable del Plan Estatal 14.25.

El motivo para la creación de un plan de estatal fue la pérdida de control por parte del Partido Socialista Unificado de Alemania (PSUA) sobre los procesos de dopaje. A partir de 1974 mejoraron los controles antidopaje en las competiciones internacionales, que ya eran capaces de detectar anabolizantes, lo que podía suponer un aumento de los casos de dopaje detectados que afectarían al prestigio de la RDA.

### Implementación y aplicación del plan
Por consiguiente, el 23 de octubre de 1974 surgió el plan estatal para la centralización coherente del uso del dopaje y su investigación. Se formó a partir de una decisión del Comité Central del PSUA del 14 de junio de 1974, basada en un proyecto de la Leistungssportkommission der DDR («comisión de deporte de competición de la RDA»).[cita requerida]
Toda la responsabilidad y el poder de decisión lo ostentaba Manfred Ewald, presidente de la Deutscher Turn- und Sportbund. Trabajó en coordinación con el doctor Manfred Höppner, vicepresidente del Sportmedizinischen Dienst («Servicio de Medicina Deportiva»), y con Alfons Lehnert, director en funciones del Forschungsinstitut für Körperkultur und Sport («Instituto de Investigación del deporte y la educación física»). Höppner se encargaba de controlar los viajes al extranjero que realizaban los deportistas para asistir a las competiciones.
El plan se mantuvo vigente hasta la disolución de la RDA.

## Participantes, cooperantes y confidentes

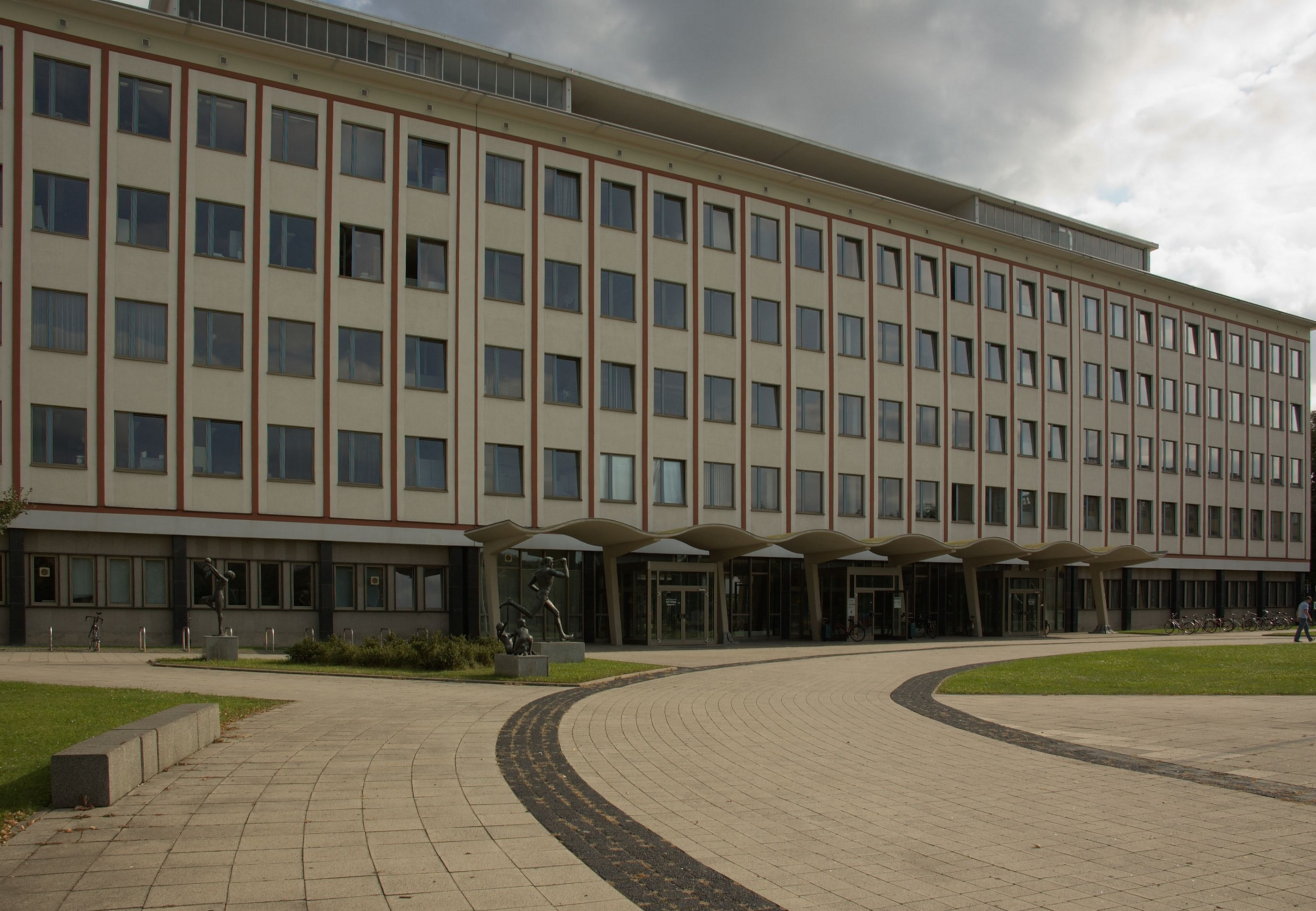
Edificio del Forschungsinstitut für Körperkultur und Sport (hoy en día Institut für Angewandte Trainingswissenschaft) en Leipzig, donde se realizaba investigación relacionada con el dopaje.

La iniciativa del plan la llevó a cabo la dirección deportiva de la RDA, y era conocido por los comités del partido y agencias gubernamentales más importantes,[cita requerida] aunque oficialmente rechazaran el dopaje. Participaron en el plan, entre otras instituciones, el Forschungsinstitut für Körperkultur und Sport, el Zentralinstitut für Mikrobiologie und experimentelle Therapie y la Militärmedizinische Akademie Bad Saarow en cuanto a la investigación; de la producción se encargaron empresas estatales como VEB Jenapharm y Arzneimittelwerk Dresden. Principalmente se desarrollaron anabolizantes como el Oral-Turinabol, la androstenediona o la mestanolona.
Los funcionarios de rango más alto que fueron condenados después de Die Wende a libertad condicional por su complicidad en los daños físicos infringidos fueron Manfred Ewald, Manfred Höppner y Lothar Kipke, jefe médico de la Deutschen Schwimmsport-Verbandes der DDR («asociación de natación alemana de la RDA»).
Otros participantes en el plan fueron, entre otros, Günter Erbach (director del área de investigación del Deutsche Hochschule für Körperkultur), Horst Röder (vicepresidente del Deutscher Turn- und Sportbund), Hans Schuster (director de los servicios médicos) y Erich Mielke (oficial de la Stasi y vicepresidente del Sportvereinigung Dynamo).
Las investigaciones posteriores a 1990 desvelaron que más de 400 médicos, entrenadores y funcionarios estuvieron implicados. Se estima que el número de deportistas afectados es de entre 7000 y 10 000, muchos de ellos menores de edad en el momento en el que ingirieron las sustancias dopantes. En 1999 se fundó la Asociación de Víctimas del Dopaje para apoyar a antiguos deportistas afectados por estas prácticas.
Henner Misersky y su hija Antje Harvey entraron en el Salón de la Fama del deporte alemán de la Stiftung Deutsche Sporthilfe por su conducta contra las políticas de dopaje de la época. En los años 2009 y 2005 respectivamente recibieron la medalla Heidi Krieger de la Asociación de Víctimas del Dopaje.